# Villiers, Vienne
Villiers är en kommun i departementet Vienne i regionen Nouvelle-Aquitaine i västra Frankrike. Kommunen ligger i kantonen Neuville-de-Poitou som tillhör arrondissementet Poitiers. År 2022 hade Villiers 955 invånare.

## Befolkningsutveckling
Antalet invånare i kommunen Villiers
| Referens: INSEE |